# Тею (Франция)
Тею́ (фр. Théus, окс. Teüs) — коммуна во Франции, находится в регионе Прованс — Альпы — Лазурный Берег. Департамент коммуны — Верхние Альпы. Входит в состав кантона Шорж. Округ коммуны — Гап.
Код INSEE коммуны — 05171.

## Население
Население коммуны на 2008 год составляло 189 человек.
| 1962 | 1968 | 1975 | 1982 | 1990 | 1999 | 2008 |
| ---- | ---- | ---- | ---- | ---- | ---- | ---- |
| 143  | 144  | 132  | 137  | 140  | 156  | 189  |

## Экономика
В 2007 году среди 108 человек в трудоспособном возрасте (15—64 лет) 88 были экономически активными, 20 — неактивными (показатель активности — 81,5 %, в 1999 году было 71,7 %). Из 88 активных работали 78 человек (47 мужчин и 31 женщина), безработных было 10 (3 мужчин и 7 женщин). Среди 20 неактивных 10 человек были учениками или студентами, 3 — пенсионерами, 7 были неактивными по другим причинам.

## Достопримечательности
- Руины замка Тею
- Церковь Сен-Никола
- Часовня Сен-Жан
- Часовня Сен-Пьер